# Telipogon andicola
Telipogon andicola es una especie  de orquídea epifita. Es originaria de Sudamérica.

## Descripción
Es una orquídea de pequeño tamaño, con hábitos de epífita con un tronco corto que basalmente tiene ramas con la edad lleva hojas imbricadas basales oblongo-obovadas, que se estrecha gradualmente  en la base conduplicada. Florece en una inflorescencia de 3 aspas, triangular en sección transversal de 15 cm  de largo, solo aparece en el invierno hasta finales de primavera. Esta especie muere  después de la floración y descansa hasta la próxima temporada de crecimiento cuando su ciclo comienza de nuevo, no la tire puede no estar muerta.

## Distribución y hábitat
Se encuentra en Venezuela, Colombia, Ecuador y Perú en los bosques montanos superiores nubosos a elevaciones de 2900-3500 metros.   

## Taxonomía
Telipogon andicola fue descrita por Heinrich Gustav Reichenbach y publicado en Bonplandia 3(17): 239. 1855.
Etimología
Telipogon: nombre genérico que deriva de las palabras griegas: "telos", que significa final o punto y "pogon" igual a "barba", refiriéndose a los pelos en la columna de las flores.
andicola: epíteto geográfico que alude a su localización en la Cordillera de los Andes.